# Jon Drummond
Jonathan "Jon" A. Drummond (Filadélfia, 9 de setembro de 1968) é um ex-atleta velocista e campeão olímpico norte-americano. Conhecido como um showman, exibicionista, divertido ou provocador dependendo da perspectiva, é chamado de "Príncipe Palhaço" do atletismo.
Jon conseguiu proeminência internacional quando venceu os 200 m da Universíade de 1991, em Sheffield, na Inglaterra. Conhecido por ser um dos melhores largadores do mundo, o que fazia com que fosse sempre o primeiro homem nos revezamentos, em 1993, ele se tornou campeão mundial integrando o revezamento 4x100 m americano que conquistou o ouro e igualou o recorde mundial (37.40), em Stuttgart, Alemanha. No Mundial seguinte, Gotemburgo 1995, ele e o compatriota Tony McCall falharam na passagem do bastão e o revezamento foi desclassificado ainda na eliminatória.
Drummond estreou em Jogos Olímpicos em casa, em Atlanta 1996, conquistando uma medalha de prata no 4x100 m, vencido pelos canadenses e chegou apenas às semifinais dos 100 m. No começo de 1999, foi acometido de meningite, mas conseguiu se recuperar em tempo hábil para correr a primeira "perna" do revezamento 4x100 m que conquistou o ouro no Mundial de Sevilha, seu segundo título mundial. Seu maior momento no atletismo foi em Sydney 2000, quando junto com Maurice Greene, Brian Lewis e Bernard Wiliams, conquistou a medalha de ouro em 37,61s.
O caso mais controverso envolvendo Drummond se deu no Campeonato Mundial de Atletismo de 2003, em Paris, quando foi eliminado da semifinal dos 100 m acusado de largada falsa. Aos gritos de "I didn't move! (Eu não me mexi!)" ele permaneceu na pista deitado recusando-se a deixá-la, o que só fez, em lágrimas, depois de atrasar a prova por mais de uma hora. Este fato foi um dos que levaram a IAAF a fazer uma revisão nas regras de largadas falsas.
Atualmente ele trabalha como técnico da equipe de revezamento das equipes americanas que disputam os Jogos de Londres 2012. Sua melhor marca para os 100 m é 9s92, conseguida em 1997. Drummond também fez uma incursão no mundo da música, quando cantou com o grupo gospel Kirk Franklin & The Family, cujo álbum alcançou o nº 1 da Billboard em 1993.